# Liste de musées au Pérou

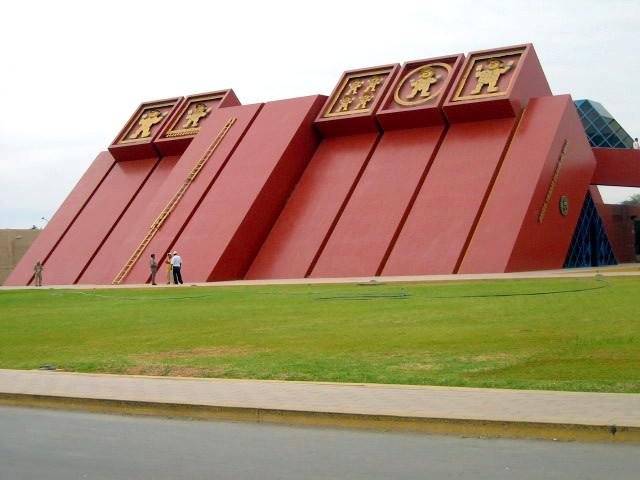
Musée des tombes royales du Señor de Sipán de la ville de Lambayeque (Pérou).

## Région d'Amazonas
- Muestrario Museográfico del Instituto Nacional de Cultura, à Chachapoyas
- Musée Leymebamba à Leimebamba[1],[2]

## Région d'Ancash
- Museo Arqueológico de Ancash, à Huaraz[3]
- Museo Regional de Casma, à dans la région d'Ancash[4]
- Museo Municipal de Cabana, à Cabana
- Musée National Chavín de Huántar, à Chavín de Huántar[5]
- Pinacoteca Municipal de la Provincia de Corongo, à Corongo[6]
- Museo de Arqueología e Historia Natural de Yungay, à Yungay

## Région d'Apurímac
- Museo Arqueológico y Antropológico del Instituto Nacional de Cultura, à Abancay
- Museo del Instituto Nacional de Cultura, à Andahuaylas

## Région d'Arequipa
- Museo Arqueológico José María Morante de la Universidad Nacional San Agustín, à Arequipa
- Museo Santuarios Andinos de la Universidad Católica de Santa María
- Museo Histórico Municipal "Guillermo Zegarra Meneses"
- Convento-Museo de La Recoleta, à Yanahuara
- Monasterio de Santa Catalina
- Museo Editora Perú
- Museo Forestal de la Policía Ecológica

## Région d'Ayacucho
- Museo Histórico "Hipólito Unanue"
- Museo Histórico "Andrés Avelino Cáceres"
- Museo de Sitio - Wari
- Museo de Arte Popular "Joaquín López Antay" de la Universidad Nacional San Cristóbal de Huamanga
- Museo de Sitio de la Pampa de Quinua
- Museo de Arte Popular Joaquín Lopez Antay

## Région de Cajamarca
- Museo Arqueológico y Etnográfico del Conjunto Monumental Belén
- Museo Arqueológico "Horacio Urteaga", à Cajamarca
- Casa Museo "Mario Urteaga"
- Museo de Arte Religioso Convento de San Francisco, à jirón Dos de Mayo
- Museo de Sitio Arqueológico Kuntur Wasi, à San Pablo
- Museo de Sitio de San Isidro, à Tembladera
- Museo Etnográfico, à Jirón Belén[7]
- Museo Médico, à jirón Belén
- Universidad Nacional de Cajamarca
- Circuito Integral de Museos ISP Victorino Elorz Goicochea
- Museo Regional "Hermógenes Mejía Solf" à del Instituto Superior tecnológico Público "4 de junio de 1821"

## Région de Cuzco
- Museo Inca de la Universidad Nacional San Antonio Abad[8]
- Museo del Convento de Santa Catalina[9]
- Museo del Convento de La Merced, à Mantas[10]
- Museo del Convento de Santo Domingo[11]
- Museo de Arte Precolombino, à Cuzco
- Museo de Arte Contemporáneo, Municipalidad del Cusco
- Museo del Instituto Americano del Arte
- Museo Histórico Regional del INC
- Palacio Arzobispal
- Museo de la Catedral
- Museo de Ciencias Naturales de la Universidad Nacional San Antonio Abad
- Centro Andino de Tecnología Tradicional y Cultura de la Comunidades de Ollantaytambo (CATCCO)
- Museo de Sitio de Chinchero, à Urubamba
- Museo de San Jerónimo
- Qoricancha

## Région de Huancavelica
- Regional "Daniel Hernández Morillo"
- Museo de Arqueología "Samuel Humberto Espinoza Lozano"
- Museo Municipal de Huaytará

## Région de Huánuco
- Museo de Ciencias Naturales de Huánuco
- Museo de la Universidad Nacional Hermilio Valdizán

## Région d'Ica
- Las líneas y geoglifos de Nasca
- Museo Regional de Ica "María Reiche Gross Newman"
- Museo de la Iglesia de la Compañía de Jesús
- Museo Municipal de Nazca -Casa Museo María Reiche
- Museo de Sitio "Julio C. Tello" -Paracas
- Museo Arqueológico Alejandro Pezzia Aseretto
- Museo Municipal de Chincha

## Région de Junín
- Museo Salesiano
- Museo Histórico de Chacamarka
- Museo de Sitio Wari Willca
- Museo Regional de Arqueología de Junín
- Museo escolar "Federico Galvez Durand", à San Carlos
- Museo Etnográfico Santa Rosa de Ocopa
- Museo Arqueológico del Centro de Estudios Histórico Sociales "Julio Espejo Nuñez", à Jauja
- Museo Antonio Raimondi

## Région de La Libertad
- Museo de Arqueología de la Universidad Nacional de Trujillo, à Trujillo
- Museo de Historia Natural de la Universidad Antenor Orrego
- Museo de la Catedral, à Trujillo
- Museo de Sitio Huaca El Dragón
- Museo de Zoología "Juan Ormea"
- Pinacoteca "Carmelita del Convento del Carmen", à Trujillo
- Atlas Chan Chan, à Trujillo
- Musée Huacas de Moche (es), à Trujillo
- Musée de Cao près de Trujillo

## Région de Lambayeque
- Musée des Tombes royales de Sipán, à Lambayeque
- Museo Nacional Enrique Bruning, à Lambayeque
- Museo de Historia Natural Víctor Vaca Aguinaga
- Musée du site de Túcume, à Chiclayo
- Museo de Sitio de Sipán, à Chiclayo site web
- Museo Nacional de Sicán, à Ferreñafe

## Région de Loreto
- Museo Municipal, à Iquitos
- Herbarium Amazonense (AMAZ), à Iquitos
- Museo de Suelos, à Iquitos
- Museo Regional Amazónico, à Iquitos
- Buque Museo Ex BAP América
- Museo Mirador de Quistococha, à Iquitos
- Museo Amazónico

## Région de Madre de Dios
- Museo Etno - Ecológico, à Puerto Maldonado

## Région de Moquegua
- Museo de Sitio El Algarrobal, à Ilo
- Museo Contisuyo, à Moquegua
- Museo Naval de Ilo, à Ilo

## Région de Pasco
- Museo Universitario Universidad Nacional Daniel Alcides Carrión, à Yanacancha
- Museo Schaferrer, à Oxapampa
- Museo de Anatomía General
- Museo Técnico Pedagógico de la Región de Pasco, à San Juan
- Museo Orve, à Chaupimascos
- Museo de Filigrana de cobre, à La Esperanza
- Museo de Historia y de Ciencias Naturales
- Pinacoteca Municipal Leoncio Lugo
- Museo General

## Région de Piura
- Museo Arqueológico Municipal
- Casa Museo "Almirante Miguel Grau"
- Museo de Arte Religioso de Piura
- Museo Municipal "Miguel Justino Ramírez"
- Museo Etnohistórico de Ayabaca, à Ayabaca
- Museo Etnológico
- Museo de Etnohistoria de Suyo, à Suyo
- Museo de la Cultura "José Arens Berg", à Sullana
- Museo de Sitio de Narihualá
- Museo de Chusis de Sechura
- Museo Martínez de Compañon, à Tambogrande

## Région de Puno
- Museo San Juan de Letrán
- Museo Municipal Dreyer
- Museo Lítico de Pukara
- Museo Arqueológico de la Universidad Nacional del Altiplano
- Museo de Sitio Complejo Arqueológico de Sillustani
- Museo de la Iglesia de San Pedro
- Buque Museo Yavarí, à sur le lac Titicaca au Port de Puno

## Région de San Martín
- Museo Regional de San Martín, à Moyobamba
- Museo de la Provincia El Dorado

## Région de Tacna
- Museo Histórico Regional de Tacna
- Museo de Sitio Alto de la Alianza
- Museo Ferroviario
- Museo Casa de Zela
- Museo de la Reincorporación

## Région de Tumbes
- Museo de Sitio Gran Chilimasa y Complejo Arqueológico Cabeza de Vaca

## Région d'Ucayali
- Instituto Regional de Ucayali, à Pucallpa